# Antonio Raimondi
Giovanni Antonio Raimondi (Milán, 19 de septiembre de 1824-San Pedro de Lloc,  26 de octubre de 1890) fue un prominente investigador, naturalista, geógrafo, explorador, escritor y catedrático italiano naturalizado peruano, su especialidad consistió en un profundo y esmerado estudio de la fauna, la flora y la geología peruana. Radicando en Perú, fue catedrático de la Universidad de San Marcos en Lima.

## Biografía
Nació el 19 de septiembre de 1824, sus padres fueron Enrico Antonio Raimondi (nacido en 1789), pastelero de profesión y Maria Agata Rebecca dell'Acqua (nacida en 1790-fallecida en 1864). Raimondi fue el penúltimo de ocho hermanos, tres mujeres y cinco varones (de los cuales uno fallece en la infancia y otros dos se ordenan sacerdotes).
El 2 de septiembre de 1869 Raimondi contrae matrimonio en la parroquia de San Sebastián de Huaraz, Áncash, con la huaracina Adela Loli Castañeda (Huaraz, Áncash, Perú; 21 de febrero de 1848-† Lima, 11 de junio de 1928), con quien tuvo 3 hijos:
- Enrique Antonio Raimondi Loli (20 de junio de 1870-† 12 de octubre de 1937), casado con Ana María Becker, sin sucesión.[1]
- María Antonieta Victoria Raimondi Loli (28 de julio de 1872-† 1923), fallecida soltera.[1]
- Elvira Isabel Magdalena Raimondi Loli (20 de julio de 1877-† 26 de octubre de 1938), fallecida soltera.[1]

Estela de Raimondi, recibe este nombre pues fue encontrada por Antonio Raimondi en la casa de campesinos que la usaban para fines domésticos.

Llegó al Perú desembarcando en el puerto del Callao el 28 de julio de 1850. Ese mismo año el médico peruano Cayetano Heredia le encargó la organización del Museo de Historia Natural del colegio Independencia, institución que más adelante pasaría a ser la Escuela de Medicina del Perú.
Desde 1851 se desempeñó como profesor de historia natural, teniendo a su cargo la enseñanza de la geología y la botánica. Fue uno de los maestros fundadores de la Facultad de Medicina de la Universidad Nacional Mayor de San Marcos en 1856. Fundó la cátedra de química analítica en 1861, regentándola hasta 1872. En 1866 fue elegido co-primer decano de la entonces flamante Facultad de Ciencias Naturales y Matemáticas.
Fue cautivado por los recursos naturales del Perú pues de los 40 años que vivió en él, 19 años viaja por casi todo su territorio con el fin de conocer más a fondo su naturaleza y sus habitantes ya que desde Italia los había estudiado bien. Financió sus primeras expediciones con sus propios recursos. Su primera asignación fue una iniciativa del Parlamento Nacional, en 1858, de 2,000 pesos anuales, suma que pasó a ser de 3,000 pesos dos años más tarde. En estas condiciones recorrió miles de kilómetros por itinerarios de gran dificultad en regiones prácticamente desconocidas Su primer gran viaje duró dos años y medio, reponiendose durante seis meses en Lima alojandose en el Jr. Junin 1029. Partiría en otro viaje exploratorio de gran trascendencia por el centro del Perú. Para dedicarse por completo a sus viajes de estudio por todo el país encomendó su cátedra de Botánica al doctor Miguel Colunga, quien la desempeñó por un largo tiempo.
En sus viajes recorrió amplios sectores de los andes peruanos, ingresando hasta Vitoc y Chanchamayo, para retornar por la misma ruta un año después, internándose hasta Tingo María. Documentó los yacimientos de carbón mineral del litoral piurano, analizó el guano de las islas Chincha, verificó las reservas salitreras de Tarapacá, recorrió las remotas provincias auríferas de Carabaya y Sandia, navegó el Marañón, Ucayali y Amazonas, entre los ríos orientales más representativos.
El producto de sus esfuerzos se ve realizado en una inmensa obra que puso los cimientos a numerosas ramas de las científicas que se investigan y estudian en las universidades peruanas.
La obra más sobresaliente de Raimondi es "El Perú", editada en seis tomos entre 1875 y 1913, en la cual, en su prefacio, anima y aconseja directamente a todos los peruanos a estudiar las riquezas naturales del Perú, hecho que lo convierte por virtud, para muchos historiadores y escritores, como un verdadero peruanista. Pero aparte de ese prefacio en el cual él parece sumarizar sus anhelos y sentir hacia el Perú, el sabio es muy bien recordado y ponderado por la mayoría de los peruanos, pues Raimondi entregó la mayor parte de su vida al estudio del Perú. Dejó numerosos cuadernos de apuntes (algunos se han perdido) con numerosos y valiosos datos sobre todo lo que observaba a su paso. Colectó numerosos especímenes vegetales y animales de todo tipo, así como minerales y otros elementos geológicos. Dentro del campo de la mineralogía topográfica, publicó en 1878 la obra Minerales del Perú. Aún se conserva un cierto número de los especímenes recolectados por él en el Museo de Historia Natural de Universidad Nacional Mayor de San Marcos, en Lima. La colección se completa con datos y observaciones meteorológicos, esquemas, ilustraciones, etc. Antonio Raimondi era un genuino enciclopedista.
La popularidad de Raimondi se ve singularmente representada por la atribución que lo hace aparecer como el autor de aquella frase, tristemente célebre y frecuentemente mencionada, tanto por los medios de difusión como por los políticos peruanos: "El Perú es un mendigo sentado en un banco de oro". Sin embargo los investigadores indican que tal frase nace del acervo popular y no de la pluma de Antonio Raimondi, ni de ningún otro escritor o investigador. Entonces, esta atribución se debe más bien a que la obra de Raimondi ha sido bien difundida pero muy poco leída dentro del Perú, ya que la susodicha frase no es mencionada en ningún texto escrito por Raimondi. Otra frase del sabio ítalo-peruano que debería hacerse al menos tan popular como la anterior es "En el libro del destino del Perú, está escrito un porvenir grandioso".
Antonio Raimondi fue siempre muy reconocido por científicos y naturalistas. Prueba de ello es que se le dedicaron los nombres científicos de algunas especies animales (por ejemplo, el cortarrama peruano (Phytotoma raimondii), un ave paseriforme y vegetales como el género Raimondia o la colosal especie andina Puya raimondii. De esta última en realidad fue codescubridor, aunque la llamó Pourretia gigantea.

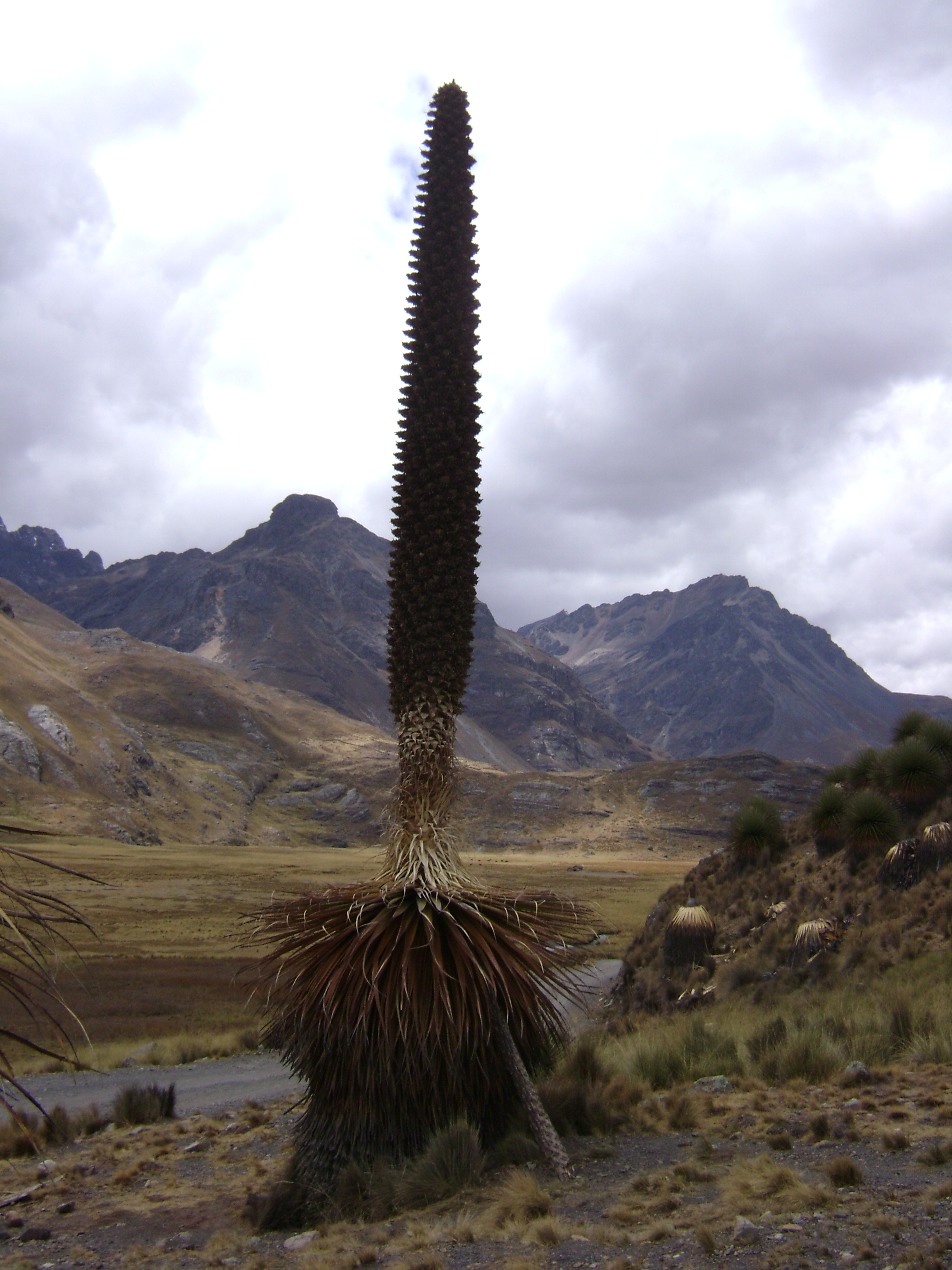
La espectacular Puya raimondii es uno de los taxones dedicados a Antonio Raimondi.

Murió en la ciudad de San Pedro de Lloc, en el departamento de La Libertad, el 26 de octubre de 1890, donde pasó sus últimos meses intentando recuperar su delicada salud.

## Homenajes
En su memoria y por su aporte a la cultura peruana, existe un busto que se exhibe en una pequeña plaza de Barranco, en Lima, esculpido en bronce por el artista italiano conde Agostino Lodovico Marazzani Visconti en 1904, además también desde el año (1930), funciona un colegio que, en su honor, los residentes italianos en el Perú lo denominaron: "Colegio Italiano Antonio Raimondi". Tiene también estatuas en la Plaza Italia (Barrios Altos, Lima) y la Av. Arequipa, en Lima. Calles y Plazas llevan en el Perú su nombre. El Museo de Historia Natural de la Universidad Nacional Mayor de San Marcos, de Lima, conserva parte de la colección de especímenes biológicos y geológicos, así como algunos objetos personales de este investigador.
El 16 de diciembre de 2010, el presidente Alan García colocó la primera piedra del Parque Ecológico de Lima que lleva el nombre de 'Antonio Raimondi' y que es por su extensión el parque urbano más grande de América. Se trata de un área desértica de 8.130,26 ha en el distrito de Ancón.

### Obra

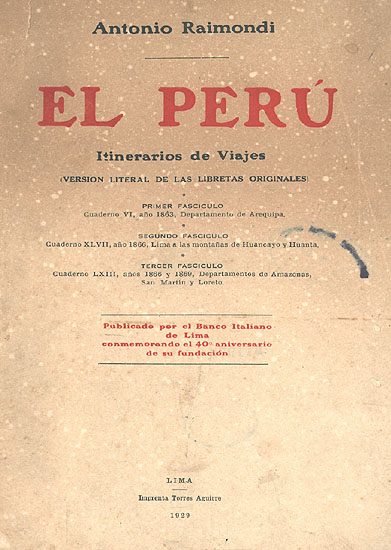
Tapa del libro El Perú. Itinerarios de Viajes (1929).

- 1854: Informes sobre la existencia de guano en las islas de Chincha presentados por la Comisión nombrada por el gobierno peruano, con los planos levantados por la misma Comisión, Tipografía "El Heraldo", Lima
- 1857: Elementos de botánica aplicada a la medicina y a la industria en los cuales se trata especialmente de las plantas del Perú, Imp. Mariano Murga, Lima
- 1862: Apuntes sobre la provincia litoral de Loreto, Tipografía Nacional (Imp. Manuel D. Cortés), Lima
- 1864: Análisis de las aguas termales de Yura, aguas minerales de Jesús y aguas potables de Arequipa, Imp. Francisco Ibáñez, Arequipa
- 1873: El departamento de Ancash y sus riquezas minerales, Enrique Meiggs (Imp. "El Nacional" por Pedro Lira), Lima
- 1873: La manipulación del guano, Imprenta del Estado, Lima
- 1873: Manipulación del guano, Imp. "El Nacional", Lima
- 1874: Guano y salitre. Observaciones a la memoria del sr. d. Daniel Desmaison, La Opinión Nacional, Lima
- 1874: El Perú. Parte Preliminar (Tomo I), Imprenta del Estado, Lima
- 1875: Observaciones al dictamen de los señores Cisneros y García en la cuestión relativa al salitre, Imp. de "La Opinión Nacional", Lima
- 1876: El Perú. Historia de la Geografía del Perú (Tomo II), Imprenta del Estado, Lima
- 1878: Minerales del Perú o catálogo razonado de una colección que representa los principales tipos minerales de la República, con muestras de huano y restos de aves que lo han producido, Imprenta del Estado, Lima
- 1880: El Perú. Historia de la Geografía del Perú (Tomo III), Imprenta del Estado, Lima
- 1880: Apéndice al catálogo razonado de los minerales del Perú, Imp. Prince y Bux, Lima
- 1882: Aguas minerales del Perú, J. Galland y E. Henriod (Imp. C. Prince), Lima
- 1883: Minas de oro de Carabaya, Carlos Paz Soldán, Lima
- 1884: Aguas potables del Perú, F. Masías y Cía, Lima
- 1885: Memoria sobre el Cerro de Pasco y la montaña de Chanchamayo, Imp. de La Merced (Peter Bacigalupi y Cía), Lima
- 1887: Minas de oro del Perú, Impr. y Libr. B. Gil, Lima

### Mapas
- 1888: Mapa del Perú, Grabado e Imp. Erhard Frères, París

### Publicaciones póstumas
- 1902: Estudios geológicos del camino entre Lima y Morococha y alrededores de esta hacienda, Impr. y Libr. de San Pedro, Lima
- 1929: El Perú. Itinerarios de viajes, Banco Italiano de Lima (Imp. Torres Aguirre), Lima
- 1942: Notas de Viaje para su obra "El Perú" (Primer Volumen), Ing. Alberto Jochamowitz (Imp. Torres Aguirre), Lima
- 1943: Notas de Viaje para su obra "El Perú" (Segundo Volumen), Ing. Alberto Jochamowitz (Imp. Torres Aguirre), Lima
- 1955: 50 láminas inéditas de iconografía vegetal, Asociación Educacional Italiana, Lima
- 1990: Epistolario de Antonio Raimondi, Asociación Educacional Antonio Raimondi, Lima
- 1991: Apreciaciones personales. Cartas a Miguel Colunga (1859-1868), Biblioteca Nacional del Perú, Lima.

### Traducciones
- 1878: Minéraux au Pérou. Catalogue raisonné d'une collection des principaux types minéraux de la République comprenant aussi des échantillons de guano et des derbis fossilisés des oiseaux qui l'ont produit, A. Chaix et Cie (Imp. Centrale des Chemins de Fer), París

## Obras sobre Antonio Raimondi
- 1966: Viajes por el Perú (por Jorge Guillermo Llosa ), Editorial Universitaria, Lima
- 2005: Antonio Raimondi, mirada íntima del Perú. Epistolario, 1849-1890, Fondo Editorial del Congreso del Perú & Banco Central de Reserva del Perú, Lima
- 2015: Aimi A., Arqueólogos Intelectuales Italianos en el Peru Instituto Italiano de Cultura de Lima, Lima, pp. 32–37

- La abreviatura «Raimondi» se emplea para indicar a Antonio Raimondi como autoridad en la descripción y clasificación científica de los vegetales.[6]